# Konsmo kommun
Konsmo kommun (norska: Konsmo kommune) var en kommun i Vest-Agder fylke i södra Norge. Kommunen omfattade ett område i den nordöstra delen av nuvarande Lyngdals kommun. Byn Konsmo utgjorde kommunens centralort.

## Administrativ historik
Konsmo kommun upprättades den 1 januari 1911 när den dåvarande kommunen Nord-Audnedal delades i två och de båda kommunerna Konsmo respektive Vigmostad bildades. Kommunen hade 782 invånare vid upprättandet.
Den 1 januari 1964 gick kommunen, tillsammans med Grindheims kommun och en del av Bjellands kommun, upp i den då nybildade Audnedals kommun (sedan den 1 januari 2020 en del av Lyngdals kommun). Kommunens hade då 712 invånare.